# Halichaetonotus marivagus
Halichaetonotus marivagus is een buikharige uit de familie Chaetonotidae. Het dier komt uit het geslacht Halichaetonotus. Halichaetonotus marivagus werd in 1992 voor het eerst wetenschappelijk beschreven door Balsamo, Todaro & Tongiorgi. 